# Cylindrolaimus obtusus
Cylindrolaimus obtusus är en rundmaskart som beskrevs av Nathan Augustus Cobb 1916. Cylindrolaimus obtusus ingår i släktet Cylindrolaimus och familjen Axonolaimidae. Inga underarter finns listade i Catalogue of Life.